# Gare de Đồng Hới
La gare de Đồng Hới (vietnamien : Ga Đồng Hới) est à une gare ferroviaire vietnamienne située dans la ville de Đồng Hới, province de Quảng Bình. Elle est à 4 km du centre-ville, et 6 km au sud de l'aéroport de Đồng Hới, ainsi qu'à 50 km au sud du parc national de Phong Nha-Kẻ Bàng.

## Situation ferroviaire
La gare de Đồng Hới est située sur la ligne du Chemin de fer Nord-Sud du Viêt Nam, qui traverse le pays entre la gare de Hanoï et la gare de Saigon.